# Nirembergija
Nirembergija (lat. Nierembergia), je biljni rod iz porodice pomoćnica smješten u tribus Petunieae, dio novopriznate potporodice Petunioideae. Sastoji se od 21 južnoameričke vrste
Opisan je u Florae Peruvianae, et Chilensis Prodromus 23. 1794.

## Ime
Rod Nierembergia, porijeklom iz Argentine, nazvan je po Juanu Eusebiu Nierembergu, španjolskom jezuitskom teologu i prirodoslovcu iz 17. stoljeća.

## Vrste
1. Nierembergia andina Millán
2. Nierembergia aristata D. Don
3. Nierembergia boliviana Millán
4. Nierembergia browallioides Griseb.
5. Nierembergia calycina Hook.
6. Nierembergia ericoides Miers
7. Nierembergia espinosae Steyerm.
8. Nierembergia graveolens A. St.-Hil.
9. Nierembergia hatschbachii A. A. Cocucci & Hunz.
10. Nierembergia linariifolia Graham
11. Nierembergia micrantha Cabrera
12. Nierembergia pinifolia Miers
13. Nierembergia pulchella Gillies ex Miers
14. Nierembergia repens Ruiz & Pav.
15. Nierembergia rigida Miers
16. Nierembergia riograndensis Hunz. & A. A. Cocucci
17. Nierembergia rivularis Miers
18. Nierembergia scoparia Sendtn.
19. Nierembergia tandilensis (Kuntze) Cabrera
20. Nierembergia tucumanensis Millán
21. Nierembergia veitchii Berk. ex Hook.

## Sinonimi
- Blencocoes Raf.; Fl. Tellur. 3: 75 (1836)
- Stimenes Raf.; Fl. Tellur. 3: 76 (1836)